# 외설 문학
외설 문학은 독자들에게 비슷한 감정을 불러일으키기 위한 허구적, 사실적 이야기와 에로스(열정적, 낭만적 또는 성적 관계)에 대한 설명으로 구성된다. 이것은 성적 감정에 보다 구체적으로 초점을 맞춘 에로티카와 대조된다. 다른 공통 요소는 풍자와 사회적 비판이다. 많은 에로틱 문학은 텍스트를 설명하는 에로틱 예술 을 특징으로 한다.
에로틱 문학에 대한 문화적 반대는 항상 존재했지만 인쇄술이 발명되기 전에는 그 유통이 큰 문제로 보이지 않았다. 개별 원고를 제작하는 데 드는 비용이 매우 소수의 부유하고 글을 읽을 수 있는 독자에게만 국한되었기 때문이다. 15세기에 인쇄술이 발명되면서 검열과 음란물을 근거로 한 출판물에 대한 법적 제한을 포함하여 더 큰 시장과 증가하는 제한이 수반되었다. 이 때문에 이러한 유형의 자료 생산의 대부분은 은밀하게 이루어졌다.

## 외설 운문
지금까지 발견된 가장 오래된 사랑시는 이스탄불 2461 년, 슈신 왕에게 향하는 여성 화자가 쓴 에로틱한 독백이다.
고대 수메르에서 시의 전체 주기는 여신 이안나와 그녀의 배우자 탐무즈 사이의 에로틱한 사랑에 관한 것이었다.
히브리어 성경에서 아가는 "두 연인의 목소리, 서로를 칭찬하고, 서로를 사모하며, 즐기도록 초대하는" 성적 사랑을 기념한다.
많은 에로틱시들이 고대 그리스와 로마에서 살아남았다. 그리스 시인 사포는 에로틱한 서정시를 썼다.  시인 아르킬로코스는 외설적이고 에로틱한 이미지로 가득 찬 수많은 풍자시를 썼다. 에로틱 운문은 헬레니즘과 로마 시대에 작가들에 의해 계속 쓰여졌다. 주목할만한 로마의 외설 시인으로는 카툴루스, 프로페르티우스, 티불루스, 오비디우스, 마르티알리스, 데키무스 유니우스 유베날리스 등이 있다. 후기 라틴 작가들도 에로틱한 시를 썼다.

로버트 번스는 스코틀랜드 민요를 수집하고 보존하기 위해 노력했으며 때때로 이를 수정, 확장 및 적용했다. 이 컬렉션 중 더 잘 알려진 것 중에 20세기 후반 스코틀랜드의 뮤직 홀에서 인기를 끌었던 외설적인 가사 모음이 있다.

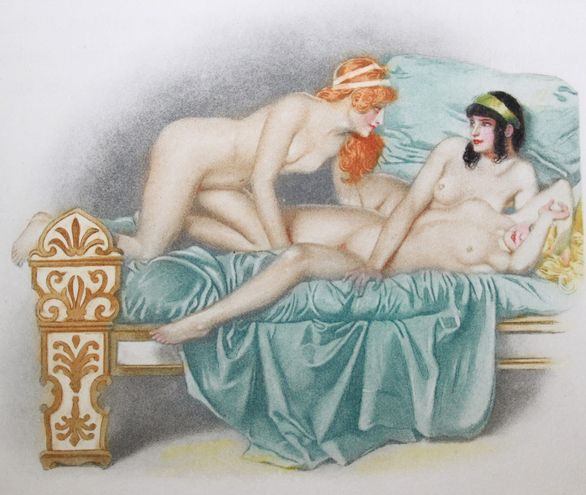
Pierre Louÿs의 Aphrodite: mœurs antiques의 Maurice Ray의 삽화

19세기 최고의 시인 중 한 명인 앨저넌 찰스 스윈번은 에로틱한 운문에 상당한 재능을 바쳤으며, 특히 The Flogging Block "by Rufus Rodworth, annotated by Barebum Birchingly"라는 제목의 편모에 관한 12편의 에로그를 남겼다. 더 많은 것이 The Whippingham Papers (c. 1888)에 익명으로 출판되었다. 같은 주제에 대한 또 다른 악명 높은 익명의 19세기 시는 조지 콜먼(George Colman the Younger )이 쓴 로디아드( The Rodiad)이다. John Camden Hotten 은 1872년에 편모를 주제로 포르노 만화 오페라, Lady Bumtickler's Revels를 쓰기까지 했다.
피에르 루이스는 1891년에 문학 평론인 La Conque를 찾는 데 도움을 주었으며  그곳에서 그는 Astarte—이미 독특한 우아함과 세련된 문체로 특징지어지는 초기 에로틱 시 모음집인 Astarte를 출판했다. 그는 1894년에 이어 143개의 산문 시로 구성된 또 다른 에로틱한 모음집 인 Bilitis의 노래 (Les Chansons de Bilitis), 이번에는 강력한 레즈비언 주제로 이어졌다.
D. H. 로런스는 사랑시의 작가로 간주 될 수 있지만 일반적으로 성적 좌절이나 성행위 자체와 같은 덜 낭만적 인 사랑의 측면을 다루었다. 에즈라 파운드는 자신의 "불쾌한 감각"에 대한 로렌스의 관심에 대해 불평했지만 그의 "저급한 이야기"에 대해서는 그를 칭찬했다.
가빈 이와트(Gavin Ewart)는 17세 때부터 1939년 첫 번째 컬렉션으로 등장한 "이상한 나라의 남근(Phallus in Wonderland)", "시와 노래(Poems and Songs)" 등의 작품을 통해 위트와 성취로 명성을 얻었다. 인간 행동에 대한 유머러스한 논평을 구성하는 지성과 우연하게도 현란한 기교는 그의 작품을 변함없이 재미있고 흥미롭게 만들었다. 그의 시가 주목받는 불경한 에로티시즘은 W. H. 스미스(W. H. Smith)의 "육체의 즐거움"(1966)을 상점에서 금지시키는 결과를 낳았다.

## 에로 소설
에로 소설은 일반적으로 포르노 잡지에서 볼 수 있는 소설보다 더 문학적이거나 진지한 방식으로 성 또는 성적인 주제를 묘사하는 소설이다. 때로는 풍자적 이거나 사회적인 비판의 요소가 포함되어 있다. 그러한 작업은 종종 정부나 종교 당국에 의해 금지되었다. 성 또는 성적인 주제를 묘사하는 논픽션 작품에는 가상의 요소가 포함될 수 있다. 에로 책을 '회고록'이라고 부르는 것은 이 장르에서 흔히 볼 수 있는 문학적 장치이다. 가명을 일상적이고 종종 교묘하게 설정하는 것과 유사한 이유로 픽션과 논픽션의 경계는 넓다.

### 서양 에로 소설의 역사

#### 고대, 중세, 근대 초기
페트로니우스의 사티리콘은 부분적으로 살아남은 고대 로마 소설로, 프리아푸스 신의 저주를 받은 피우스라는 무력한 남자의 불행을 서술하고 있다. 이 소설은 난교, 의식적인 섹스 및 기타 에로틱한 사건을 포함하여 외설적이고 외설적인 에피소드로 가득 차 있다. 여러 단편의 발견은 피카레스크 한 장르의 에로틱 소설이 고대 그리스에도 존재했음을 보여준다. 다프니스와 클로에와 같은 일부 고대 그리스 로맨스 소설에는 성적 환상의 요소가 포함되어 있다.
중세 시대부터 이탈리아의 조반니 보카치오 (Giovanni Boccaccio)의 데카메론 (Decameron, 1353)이 있는데, 이 작품은 음란한 이야기와 수녀원에서 수녀를 유혹하는 이야기를 담고 있다. 이 책은 많은 국가에서 금지되었다. 출판된 지 5세기가 지난 후에도 미국과 영국 당국은 사본을 압수하여 파괴했다. 예를 들어, 1954년과 1958년 사이에 영국 치안판사들은 이 책을 파기하라는 8번의 명령을 받았다.
15세기부터 이탈리아 에로티카의 또 다른 고전은 Gian Francesco Poggio Bracciolini 의 Facetiae라고 불리는 일련의 외설적인 민속 이야기이다. 1444년에 쓰여진 이 책은 저자인 아이네아스 실비우스 피콜로미니가 교황 비오 2세가 되기 전인 15세기의 베스트셀러 중 하나였다. 그것은 에로틱한 이미지로 가득 찬 서간체 소설의 초기 사례 중 하나이다. 첫 번째 인쇄판은 1467년에서 1470년 사이에 쾰른에서 울리히 젤에 의해 출판되었다
16세기는 Boccaccio의 Decameron에서 영감을 받은 엠타메롱 (1558)과 피에트로 아레티노의 외설적인 소네트와 함께 Giulio Romano 가 성관계에서 취하는 자세를 묘사한 에로틱한 그림과 결혼한 악명 높은 I Modi 로 유명하다.
아레티노는 또한 아내, 창녀, 수녀의 성생활이 비교되고 대조되는 유명한 창녀 대화 Ragionamenti를 썼다. 그러한 작업은 일반적으로 경험 많은 나이든 여성에 의한 순진한 젊은 여성의 성교육에 관한 것이며 종종 철학, 풍자 및 반교권주의 요소를 포함한다. 그의 일기에서 새뮤얼 피프스는 독서와 (자주 검열되는 구절에서) 이 작품에 대한 자위 행위를 기록한다. Chorier's Dialogues of Luisa Sigea는 이 장르에서 조금 더 나아갔고, 나이든 여성이 젊은 여성에게 레즈비언 본성에 대한 실용적인 교육을 하고 성회의 자발적 회원들로부터 채찍질의 영적 및 에로틱한 이점을 추천하도록 했다. 이 작품은 다양한 제목으로 여러 언어로 번역되었으며 다양한 판본에서 영어로 A Dialogue between Married Woman and Maid .로 등장했다.
이 시대의 독특한 작품은 Sodom, or Quintessence of Debauchery (1684)로 악명 높은 Restoration rake, John Wilmot, 2nd Rochester 백작의 레제 드라마다.

#### 18 세기

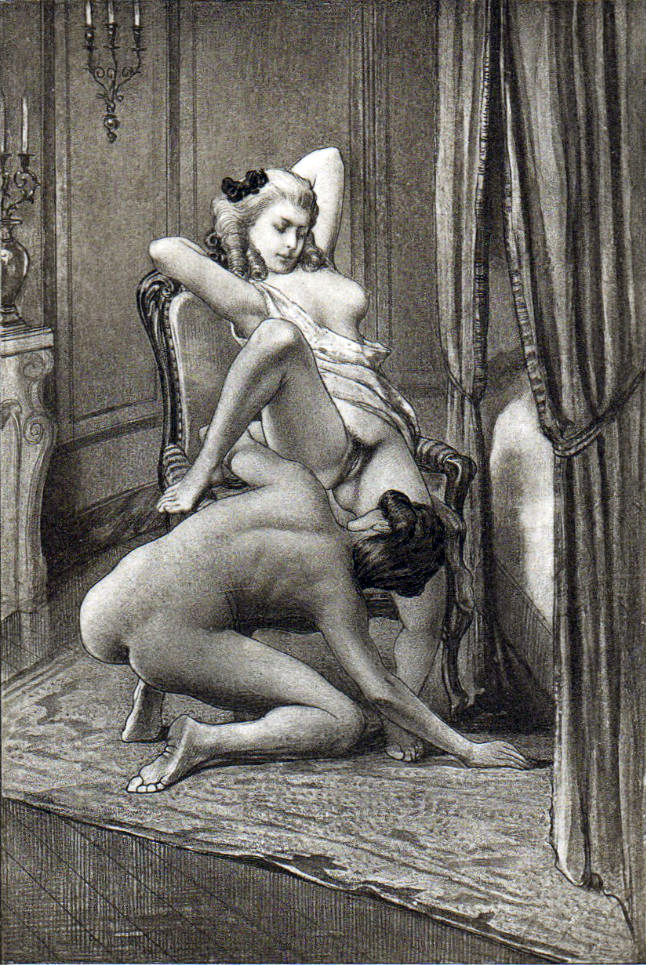
Fanny Hill 의 8장에서 한 장면

영국에서 에로틱 작품 출판의 초기 개척자는 많은 책을 출판한 에드먼드 크룰(Edmund Curll, 1675-1747)이었다. 이것은 여성의 몸(때로는 남성도 포함)이 경관의 관점에서 묘사된 영국의 에로 소설 장르였다. 이 장르의 초기 작품은 아마도 찰스 코튼(Charles Cotton) 의 Erotopolis: Present State of Bettyland (1684)인 것 같다. 이것은 The Potent Ally: 또는 Succours from Merryland (1741)에 축약된 형태로 포함되었다.
18세기 영국에서 소설의 부상은 에로티카를 위한 새로운 매체를 제공했다. 이 장르에서 가장 유명한 것 중 하나는 존 클레랜드(John Cleland)의 파니 힐(Fanny Hill , 1748)이다. 이 책은 종종 20세기에 영화를 위해 각색되었다. Peter Fryer는 Fanny Hill이 적어도 18세기에 영국 에로티카에서 정점에 이르렀으며 Defoe, Richardson 및 Fielding과 같은 작가들과 함께 그 당시를 둘러싼 주류 문학도 절정에 이르렀다고 제안한다. 그는 1750년 이후 낭만주의 시대가 시작되자 주류 저술과 음란물의 질이 동시에 떨어졌다고 논한다. 프라이어는 "섹스는 18세기 후반 영국 소설에서 쫓겨났다. 상상력이 풍부한 영어 문학의 거세는 성에 관한 비밀 문학을 유럽에서 가장 가난하고 지루하게 만들었다."
프랑스 작가들은 보폭을 지켰다. 영어 "Merryland" 프로덕션과 기이하게 경쟁하는 한 장르는 새로 번역된 아라비안 나이트에서 영감을 받았고 사람들을 소파, 딜도, 심지어 비데와 같은 성적 관계에 가깝거나 사용되는 물건으로 변형시키는 것을 포함했다. 이러한 경향의 절정은 프랑스 철학자 디드로의 Les Bijoux indiscrets (1747)에서 나타난다. 여기서 마법의 반지가 사용된다.
이 시기의 프랑스 에로티카의 다른 작품으로는 Jean-Baptiste de Boyer, Marquis d'Argens 의 Therèse Philosophe (1748)가 있다. 이 작품은 철학과 성의 비밀에 대한 소녀의 입문을 묘사한다.; 프랑스의 혁명 정치가인 미라보가 쓴 어린 소녀의 아버지에 의한 성행위에 관한 책이 있고, 또한 1782년에 처음 출판된 피에르 쇼데를로 드 라클로의 위험한 관계도 있다.
18세기 후반에 사드 후작의 소돔의 120일은 사도-마조히즘의 주제에 대한 전형이었으며, 소설에서 사디즘과 마조히즘에 대한 이후의 에로틱한 설명에 영향을 미쳤다.

#### 19 세기
빅토리아 시대에 에로틱 픽션의 품질은 이전 세기보다 훨씬 낮았다.  . 그러나 일부 작품은 디킨스와 같은 기존 문학 모델에서 차용했다. 이 기간은 또한 일종의 사회적 계층화를 특징으로 한다. 오르가즘의 고통 속에서도 주인과 하인 사이의 사회적 구분(주소 형식 포함)은 세심하게 관찰되었다. 일부 예에는 사도 마조히즘의 중요한 요소가 있었는데, 아마도 채찍질 을 형벌로 일상적으로 사용했던 영국 공립학교의 영향을 반영했을 것이다. 이러한 은밀한 작업은 종종 익명이거나 가명으로 작성되었으며 때로는 날짜가 표시되지 않았기 때문에 이에 대한 명확한 정보를 얻기 어려운 경우가 많다.
벼룩의 자서전 (1887); 인도의 비너스 (1889) 등의 작품이 있다.
이 시대의 은밀한 에로틱 정기간행물에는 The Pearl, The Oyster 및 The Boudoir, 1879년에서 1883년 사이에 런던에서 출판된 에로틱한 이야기, 운율, 노래 및 패러디 모음집이 있다.
이 시기에 영국에서 이러한 자료의 중심지는 런던의 스트랜드에서 떨어진 홀리웰 스트리트였다. 19세기 초에 에로틱 자료의 중요한 발행자는 George Cannon (1789-1854)이었고, 세기 중반에는 William Dugdale (1800-1868)과 John Camden Hotten (1832-1873)이 뒤를 이었다.
19세기(1885년 이전) 및 초기 지하 에로티카에 대한 평가는 빅토리아 시대 작가인 Henry Spencer Ashbee 가 그의 서지 3부작 Index Librorum Prohibitorum (1877)에서 "Pisanus Fraxi"라는 가명을 사용하여 제공했다., Centuria Librorum Absconditorum (1879) 및 Catena Librorum Tacendorum (1885). 이 사적으로 출판된 책에서 그가 논의한 작품의 줄거리 요약은 그 자체로 장르에 대한 기여이다. 원래는 유통이 매우 제한되어 있었지만 태도가 변하면서 그의 작품이 널리 보급되었다.
이 시기에 주목할만한 유럽의 에로티카 작품은 프랑스인 알프레드 드 뮈세의 Gamiani 또는 Two Nights of Excess (1833)와 오스트리아 작가 레오폴트 폰 자허마조흐의 모피를 입은 비너스 (1870)이다. 후자의 에로틱 한 소설은 작가의 이름을 딴 마조히즘 현상에 세계의 관심을 불러일으켰다.
19세기가 끝나갈 무렵, 레스비아 브랜든( Lesbia Brandon )과 <위핑햄 (The Whippingham )>과 같은 작품에서 이교주의, 레즈비언 주의, 사도마조히즘의 주제를 추구한 Algernon Charles Swinburne과 같은 시인에 의해 보다 "교양된" 형태의 에로티카가 등장하기 시작했다. 징벌의 로맨스 (1866)의 저자인 세인트 조지 스톡이 편집한 논문 (1888). 이것은 특히 Aubrey Beardsley 및 Yellow Book과 함께 Decadent 운동과 관련이 있다. 그러나 그것은 또한 Les chansons de Bilitis (1894)의 저자 피에르 루이스와 같은 작가들 사이에서 프랑스에서도 발견되었다.
이 시기부터 게이 남성 에로티시즘의 선구적인 작품이 있었다.
19세기 말과 20세기 초에 에로틱 소설을 출판한 두 명의 중요한 출판사는 Leonard Smithers (1861–1907)와 Charles Carrington (1867–1921)이었다. 그러한 물질의 거래를 금지하기 위해 영국 당국으로부터. 이 법적 괴롭힘 때문에 후자는 파리에서 사업을 수행했다.

#### 20 세기
블라디미르 나보코프의 ' 롤리타 '는 보통 에로 소설로 묘사되지만, 누군가의 시선에서는 에로티시즘적 요소가 가미된 문학 드라마다.  나보코프의 로리타처럼 요하네스 린난코스키 의 피붉은 꽃의 노래 도 종종 에로틱한 소설로 묘사되는데, 약간 노골적이고 교묘하게 부드러운 로맨스로 가려져 있을 뿐이다.
Lolita 와 The Story of O는 모리스 지로디아스가 그의 아버지 Jack Kahane 에게서 물려받은 Obelisk Press 의 새 배지 버전으로 1953년에 파리에 기반을 둔 출판사 인 Olympia Press에서 출시했다. 그것은 에로틱 픽션과 아방가르드 문학 작품의 혼합을 출판했다. 래드클리프 홀의 소녀(Girls of Radcliff Hall )는 1930년대 영국 작곡가이자 활기찬 제럴드 버너스, 14대 버너 경이 "Adela Quebec" 이라는 가명으로 쓴 레즈비언 여고생 이야기 형식의 로망 아 클레 소설이다. 1932년에 비공개로 배포되었다.
20세기의 또 다른 경향은 레즈비언 펄프 소설 의 부상이었다. 저자의 대부분은 Gale Wilhelm 및 Ann Bannon 과 같은 여성 자신이었다. 레즈비언 서적과 같은 성착취 형식을 차용한 게이 펄프 픽션이 있었다.

### 아시아 에로 픽션

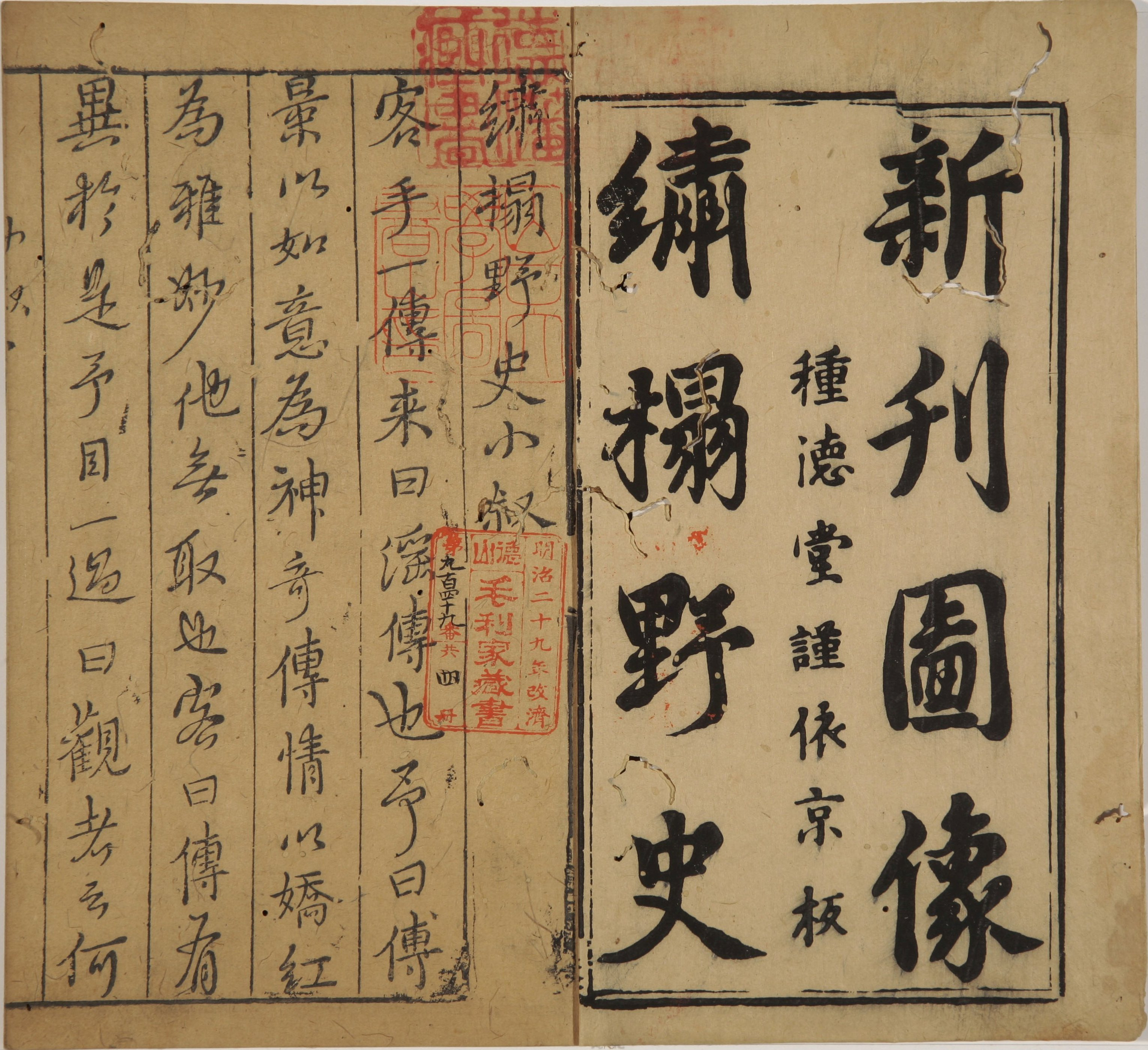
가장 악명 높고 논쟁의 여지가 있는 에로 소설 중 하나의 명나라 판 첫 번째 권의 제목 페이지.

중국 문학에는 명나라 중기부터 청나라 초기에 출판된 에로 소설 목록이 많이 있다. 금병매는 일반적으로 모든 중국 에로 소설 중 가장 위대한 것으로 간주된다.
일본에도 에로 소설의 전통이 있다. 이 중 일부는 동인지 또는 종종 팬 픽션인 독립 만화이다. 셰어본(洒落本)은 일본의 전근대 문학 장르이다. 줄거리는 유흥 구역에서 유머와 오락을 중심으로 전개되었다. 게사쿠의 하위장르이다.

### 현대 에로 소설
21세기에는 많은 여성 작가들이 두각을 나타냈다. Mitzi Szereto는 성행위 묘사가 포함된 소설과 선집에서 에로티시즘이라는 용어가 제거되기를 바라는 편집자이자 작가이다. 다른 작가들은 이 용어를 축하하지만 성행위를 다룬 문학이 문학 소설에서 제외되어야 하는 이유에 대해서도 의문을 제기한다.
논쟁은 2012년 E. L. 제임스가 쓴 그레이의 50가지 그림자 3부작이 발표되면서 다시 불붙었다. 모든 여성을 위한 에로티카의 성공, '엄마포르노'는 'Fanny Merkin '(본명 Andrew Shaffer )의 Fifty Writers on Fifty Shades (ed. Lori Perkins )와 에로틱 인쇄물 편집자는 장르의 내용과 표현을 재평가한다.
현대 에로티카의 한 가지 발전은 남성뿐만 아니라 많은 여성이 그것에 의해 자극을 받는다는 지식이다. 이것은 전통적인 음란물이든 맞춤형 여성 에로티카 든 상관없다. 최근 수십 년 동안 "주류" 로맨스가 성에 대한 노골적인(시적이라면) 묘사를 나타내기 시작했기 때문에 로맨틱 소설은 때때로 에로티카로 판매되거나 그 반대도 마찬가지이다. 에로 로맨스는 에로틱한 주제와 매우 노골적인 사랑 장면이 있지만 이야기의 중심에 로맨스가 있는 비교적 새로운 장르의 로맨스이다. 에로틱 판타지는 판타지 소설의 하위 장르이며 판타지 환경에서 에로티카를 활용한다. 이러한 이야기는 본질적으로 하이 판타지, 현대 판타지 또는 역사적 판타지 와 같은 판타지의 다른 하위 장르를 모두 포함할 수 있다. 기존 관습과 주제의 한계를 깨는 장르의 범위는 디지털 출판의 용이성과 함께 등장하는 괴물 에로티카 와 같은 장르와 함께 대중 청중을 충격에 빠뜨렸다.
에로틱 판타지 소설은 로맨틱 판타지 와 유사하지만 더 노골적이다. 에로 판타지는 TV, 영화 또는 소설과 같은 인기 소설의 줄거리 요소와 캐릭터를 사용하는 팬 픽션에서도 찾을 수 있다. 에로 팬 픽션은 슬래시 (동성애) 팬 픽션과 같이 기존 작품의 캐릭터를 비정규 관계로 사용할 수 있다. 팬 픽션과 이에 상응하는 일본 동인지는 오늘날 쓰여지는 모든 에로티카의 엄청난 부분을 차지한다.

#### 인터넷 에로 소설
인터넷과 에로틱한 묘사 의 디지털 혁명은 성적인 장면을 표현하는 형식을 변화시켰다. Jennifer Anne Skipp은 18세기 영국에서 에로틱 문학이 가난한 사람들 사이에서 이용 가능했으며 공개 낭독회에서 공연되었다고 결론지었다.
Erotica는 Usenet의 rec.arts.erotica에서 볼 수 있듯이 초기부터 인터넷에 존재했다. 인터넷 에로티카의 대다수는 이익이 아니라 작가와 독자의 즐거움을 위해 아마추어가 작성한다. 증가된 상호 작용성과 익명성은 일반 작가나 취미 작가가 자신의 이야기를 작성할 수 있을 뿐만 아니라 전 세계 청중과 공유할 수 있는 기회를 제공한다. 소수의 작가들이 실명을 사용하지만 많은 작가들이 다채로운 가명을 채택하고 자신의 장르 내에서 컬트 추종자를 키울 수 있다. 트랜스젠더 또는 논바이너리 작가 사이에서는 작가가 자신의 이름을 사용할 수 있지만 여성 또는 남성의 분신을 채택하는 것이 일반적인 관행이다.

## 기타

### 성매매의 글
성매매는 초기 에로틱 작품의 대부분의 초점이었다. 이것들은 주제에 관한 많은 유익한 논문, 이야기 및 드라마와 함께 상당한 장르를 구성했다. 이 장르의 살아남은 예는 루키아노스의 작품이 있다.
성매매와 대한 설명은 에로틱 문학 장르의 주요 부분으로 계속되었다. 18세기에 Harris의 List of Covent Garden Ladies (1757-1795)와 같은 오락과 교육을 모두 제공했다.
19세기에 WT Stead 의 The Maiden Tribute of Modern Babylon (1885)의 센세이셔널한 저널리즘은 빅토리아 시대 런던의 성매매 업소에 미성년자 소녀들을 조달하는 것에 관한 에로틱한 상상을 위한 자극을 제공했다. Stead의 설명은 널리 번역되었고 "욕정과 잔인함의 고문당한 희생자들의 외침을 억누를 목적으로 덧대어진 방"과 "런던의 미노타우로스"의 상징적 인물의 계시는 유럽 관찰자들이 "사디즘의 전당"에 대한 최악의 상상을 확인시켜주었다. 그리고 에로틱한 작가들에게 런던을 배경으로 하거나 가학적인 영국 신사들이 관련된 비슷한 장면을 쓰도록 영감을 주었다.
이 장르에서 잘 알려진 최근 작품은 네덜란드 마담 Xaviera Hollander 의 The Happy Hooker: My Own Story (1971)와 Belle de Jour의 The Intimate Adventures of London Call Girl (2005)이다.

### 에로틱 회고록
에로틱한 회고록에는 18세기의 Casanova의 Histoire de ma vie 가 포함된다. 19세기부터 이 장르의 주목할만한 영국 작품으로는 Edward Sellon 의 The Up and Downs of Life (1867)와 "Walter"의 My Secret Life 가 있다. Edward Sellon은 The New Epicurean (1865)과 같은 작품을 포함하여 포르노 출판사 William Dugdale을 위해 에로티카를 쓴 에로틱 문학의 작가, 번역가 및 삽화가였다. "월터"의 정체는 알 수 없다. Erotomaniac에서 Ian Gibson은 My Secret Life 가 실제로 Henry Spencer Ashbee가 썼고 따라서 "Walter"가 허구일 가능성이 있다고 추측한다.
1868년과 1875년에 두 부분으로 출판된 이 시기의 유명한 독일 에로 작품은 오페라 가수 빌헬미네 슈뢰더-데브리앙 의 회고록이라고 주장 하는 프리마 도나의 폴린(Pauline the Prima Donna )이다. 그러나 가수의 삶에 대해 알려진 사실과 여러 가지 불일치로 인해 많은 사람들이 이 책의 진실성을 의심하게 되었고 적어도 두 번째 권에 포함된 에로틱한 모험은 그럴듯하지 않은 것처럼 보이다. 여기에는 27세가 되기 전에 레즈비언 사도마조히즘, 그룹 섹스, 남색, 수간, 스카톨로지, 네크로필리아, 매춘, 뱀파이어리즘에 탐닉하는 작가가 포함된다. 이 장르에 대한 20세기 공헌에는 Frank Harris 의 My 가 포함된다. 삶과 사랑 (1922~27)과 유죄 판결을 받은 오스트리아 성범죄자 에디트 카디벡( Edith Cadivec )의 '고백과 경험( Confessions and Experiences )'과 그 속편인 ' 에로스(Eros, Meaning of My Life )'(1930~1931년 함께 출판). 21세기의 예는 Melissa Panarello 의 One Hundred Strokes of the Bed Before Bed (2004)이다.

### 섹스 매뉴얼
섹스 매뉴얼은 가장 오래된 형태의 에로틱 문학 중 하나이다. 기원전 4세기 에 사모스의 필라에니스 가 작성한 성 매뉴얼의 3개의 짧은 단편이 살아남았다. 현대 학자들은 일반적으로 이 작품을 아마도 남자가 쓴 패러디 작품으로 간주하며, 이것은 아테네의 소피스트 폴리크라테스였을 가능성이 가장 크다. 고전 세계에서 장르의 다른 예는 Elephantis와 Ovid의 Ars Amatoria 의 잃어버린 작품을 포함한다. 인도 카마경은 세계에서 가장 잘 알려진 이러한 유형의 작품 중 하나이다. 12세기 인도 에로틱 작품 컬렉션인 Ananga Ranga는 덜 알려진 작품이다. Sheikh Nefzaoui 의 16세기 아랍 작품인 Perfumed Garden for the Soul's Recreation 도 잘 알려져 있으며 종종 재인쇄 및 번역된다. 20세기 중반까지 성 치료사와 다른 의사들이 발기 부전 치료제로 에로틱 문학을 처방했다는 일화적인 증거가 있다.
고대 중국 버전의 섹스 매뉴얼에는 도교의 성행위가 포함된 텍스트가 포함되어 있다. 여기에는 이 종교에서 성은 금기로 간주되지 않고 음과 양의 개념의 표현으로 간주되기 때문에 이상적인 성적 행동의 삽화를 보여주는 책이 포함된다. 여기서 남성과 여성은 "에너지 결합" 행위에 참여한다. 또는 "본질의 결합". 올바른 성행위가 건강을 유지하는 열쇠라고 믿다. 매뉴얼에는 Ishinpo 텍스트가 포함되어 있는데, 이 문서에는 당나라와 한 왕조의 성 위생과 성 매뉴얼도 포함된 섹션이 포함되어 있다.
모든 성 매뉴얼이 성행위에 대해 독자를 자극하거나 알리기 위해 제작된 것은 아니다. 일부는 아레티노가 16세기 초에 제작한 모의 섹스 매뉴얼의 경우와 같이 풍자 또는 사회적 비판의 한 형태로 만들어졌다. 그것은 로마 예술가 Marcantonio Raimondi 의 누드 판화에 대한 성직자의 검열에 대한 응답이었다. 이것은 캐릭터의 목소리로 해당 소네트를 사용하여 값싼 목재로 출시되었다.

## 법적 지위
어떤 책이 문학적 가치가 있는지에 대한 이 질문은 결국 미국과 영국에서 법의 변화를 촉발했다. 영국에서는 1959년 음란 출판법 이 "문학"의 보호를 규정했지만 반대로 순수한 "포르노"에 대한 처벌을 강화했다. 법은 외설을 정의하고 그것을 진지한 예술 작품과 분리했다.

## 같이 보기
- 포르노그래피
- 연애 소설

## 참고 자료
- Brulotte, Gaëtan & Phillips, John (eds.) (2006) Encyclopedia of Erotic Literature. New York: Routledge
- Gibson, Ian (2001) The Erotomaniac London: Faber & Faber
- H. Montgomery Hyde (1964) A History of Pornography. London: Heinemann
- Kearney, Patrick J. (1982) A History of Erotic Literature, Parragon, ISBN 1-85813-198-7
- Kronhausen, Phyllis & Eberhard (1959) Pornography and the Law, The Psychology of Erotic Realism and Pornography. New York: Ballantine Books
- Kronhausen, Phyllis & Eberhard  (1969) Erotic Fantasies, a Study of Sexual Imagination. New York: Grove Press
- Muchembled, Robert  (2008) Orgasm and the West: a history of pleasure from the 16th century to the present, Polity, ISBN 0-7456-3876-7
- Sontag, Susan (1969). 《The Pornographic Imagination in Styles of Radical Will》. Picador. ISBN 0-312-42021-8.
- Weller, Michael J. The Secret Blue Book. Home Baked Books, 보관됨 2020-10-27 - 웨이백 머신, London.
- Williams, Linda (1999) Hardcore: Power, Pleasure, and the 'Frenzy of the Visible'. Berkeley: University of California Press